# Gaetano Falconi
Gaetano Falconi, Conte, Patrizio Fermano (Fermo, 1º giugno 1851 – Loreto, 16 gennaio 1925) è stato un imprenditore e politico italiano.

## Biografia
Nobile e possidente, è stato consigliere comunale ed assessore di Fermo e membro della deputazione provinciale di Ascoli Piceno. Volontario a 64 anni nella prima guerra mondiale, decorato di medaglia d'argento, dopo il conflitto è stato membro del consiglio di amministrazione della Cassa di risparmio di Fermo, direttore amministrativo degli Ospedali riuniti di S. Chiara (Pisa), membro del Consiglio superiore di assistenza e di beneficenza e della Commissione censuaria presso il Ministero delle finanze. Ha fondato l'Istituto dei sordomuti di Ascoli e di Macerata.